# Lejeunea schimperi
Lejeunea schimperi là một loài Rêu trong họ Lejeuneaceae. Loài này được Gottsche ex Spruce mô tả khoa học đầu tiên năm 1884.